# شارلوت لورگر
شارلوت لورگر (انگلیسی: Charlotte Lorgeré؛ زادهٔ ۲۵ اوت ۱۹۹۴) بازیکن فوتبال اهل فرانسه است.
وی همچنین در تیم‌ ملی فوتبال زنان فرانسه بازی کرده‌است.